# Ramaria strasseri
Ramaria strasseri är en svampart som först beskrevs av Giacopo Bresàdola, och fick sitt nu gällande namn av Corner 1950. Ramaria strasseri ingår i släktet Ramaria och familjen Gomphaceae.   Inga underarter finns listade i Catalogue of Life.